# Interkantonale Lehrmittelzentrale

Logo

Die Interkantonale Lehrmittelzentrale ilz ist ein Interkantonales Konkordat von 21 Kantonen (Kanton Aargau, Kanton Appenzell Ausserrhoden, Kanton Appenzell Innerrhoden, Kanton Basel-Landschaft, Kanton Basel-Stadt, Kanton Bern, Kanton Freiburg, Kanton Glarus, Kanton Graubünden, Kanton Luzern, Kanton Nidwalden, Kanton Obwalden, Kanton Schaffhausen, Kanton Schwyz, Kanton Solothurn, Kanton St. Gallen, Kanton Thurgau, Kanton Uri, Kanton Wallis, Kanton Zug, Kanton Zürich) und dem Fürstentum Liechtenstein. Die ilz ist eine öffentlich-rechtliche Körperschaft der Kantone mit eigener Rechtspersönlichkeit.

## Portfolio
Die ilz wurde von Schweizer Schulpolitikern und kantonalen Ämtern 1973 zur  Koordination der Entwicklung von Bildungsmedien gegründet. Bis heute koordiniert die ilz die Lehrmittelentwicklung unter den in Bildungsfragen unabhängigen Kantonen der deutsch- und mehrsprachigen Schweiz. Sie initiiert und begleitet Lehrmittelprojekte, die in Verantwortung der Kantone in einem öffentlichen Verlag produziert werden. Die ilz bietet den Kantonen im Sinne eines Kompetenzzentrums Dienstleistungen, die sie in ihrer Lehrmittelarbeit unterstützen. Die ilz entwickelt selbst keine Lehrmittel. Ihre Geschäftsstelle ist in Rapperswil im Kanton St. Gallen ansässig.
Produkte mit dem von der Konferenz der kantonalen Lehrmittelverantwortlichen (KKL) der ilz vergebenen «Label», entsprechen den Anforderungen der kantonalen Lehrpläne, resp. neu dem gemeinsamen sprachregionalen Lehrplan. Etliche Lehrmittel wurden mit dem  «Worlddidac Award», «Die Schönsten Schweizerbücher», «Goethepreis», «Goldene Schiefertafel» und EEPG-Award «Best European Schoolbook» ausgezeichnet. 
Das von der ilz entwickelte Instrument «levanto» dient zur Evaluation von Lehrmitteln.  «levanto» ist ein auf gemeinsam entwickelten Qualitätskriterien basierendes, webbasiertes Instrument zur Unterstützung der Lehrmittelverantwortlichen in den Kantonen. Es kann auf unterschiedliche Beurteilungssituationen angepasst werden. Die Kantone können mit dem Tool selbständig und dezentral Lehrmittelbeurteilungen durchführen. «levanto» respektiert damit die kantonale Lehrmittelhoheit und gilt heute in der Deutschschweiz als Standardinstrument für die Lehrmittelevaluation. 
Das  Magazin «ilz.ch» (bis 2009 «i-mail») erscheint maximal drei Mal pro Jahr und beinhaltet ein Schwerpunktthema und Informationen zu aktuellen Themen sowie Produkten der öffentlichen Verlage. Es richtet sich an Lehrpersonen und Lehrmittelinteressierte im Bildungswesen.
Das Lehrmittelsymposium findet in der Regel alle zwei Jahre statt (bis 2016 auf dem Wolfsberg in Ermatingen, Kanton Thurgau; ab 2020 in der Kartause Ittingen in Warth-Weiningen, Kanton Thurgau, im Jahr 2023 in Solothurn) und steht allen Lehrmittelinteressierten offen. Die Geschäftsstelle der ilz ist für die Organisation und Austragung verantwortlich.

## Zweckartikel und Leitbild
Die Interkantonale Lehrmittelzentrale unterstützt die Kantone bei der Sicherstellung eines qualitativ hochstehenden Angebots an Lehrmitteln. Sie koordiniert die Initiierung und Konzeption lehrplankonformer, praxisorientierter und preisgünstiger Lehrmittel. Sie unterstützt die kantonalen Lehrmittelverantwortlichen bei der Erfüllung ihrer Aufgaben und erbringt im Auftrag der Kantone Dienstleistungen im Bereich der Lehrmittelkoordination.
Die ilz versteht sich als Kompetenz- und Dienstleistungszentrum der deutsch- und mehrsprachigen Kantone für die Lehrmittelkoordination. Die Koordination im Rahmen der ilz wird als umfassende Form der kantonalen Zusammenarbeit im Lehrmittelbereich verstanden. Dieses Engagement erstreckt sich insbesondere auf die Bereiche Planung und Information, Evaluation und Entwicklung sowie Distribution und Einführung. Dabei spielt der fachliche Austausch eine zentrale Rolle.
Eine erfolgreiche Arbeit der ilz setzt den Willen und die Bereitschaft der Kantone zur Koordination voraus. Die ilz stellt sich dem Spannungsfeld zwischen der kantonalen Bildungshoheit und ihrem Koordinationsauftrag. Sie bietet den Kantonen für ihre gemeinsame Lehrmittelarbeit den entsprechenden Rahmen. Die ilz fördert die Schaffung von qualitativ hochstehenden Lehrmitteln für Schweizer Schulen. Sie setzt sich für ein ausreichendes Angebot von Lehrmitteln ein, unterstützt die Kantone bei der Evaluation und Einführung und arbeitet zur Erreichung ihrer Ziele eng mit den Verlagen zusammen.
Die Geschäftsstelle der ilz fördert mit ihren Dienstleistungen und Instrumenten die Koordination der Kantone und setzt die Aufträge der Gremien um.

## Geschichte
Am 27. März 1973 in Solothurn gründeten der Kanton Aargau, Kanton Basel-Landschaft, Kanton Basel-Stadt, Kanton Bern, Kanton Graubünden, Kanton Luzern, Kanton Solothurn und Kanton Zürich die ilz. Herbert Plotke war Gründungspräsident, Jules Siegfried wurde als erster Leiter der Geschäftsstelle mit Sitz in Zürich gewählt. 
1974 trat der Kanton St. Gallen der ilz bei, 1976 folgte der Kanton Glarus. 1977 wurde Robert Stadelmann Geschäftsstellenleiter und dann Direktor der Interkantonalen Lehrmittelzentrale. Der Kanton Thurgau wurde 1989 Mitglied der ilz. 1991 folgte der Kanton Appenzell Ausserrhoden. 1994 wurde der Kanton Schaffhausen Mitglied der ilz. Im selben Jahr wurde Josef Winkelmann neuer Direktor. Die Geschäftsstelle wurde 1998 nach Rapperswil-Jona verlegt.
2002 trat der Kanton Appenzell Innerrhoden bei und 2003 folgten der Kanton Zug und das Fürstentum Liechtenstein. 2004 entschloss sich der Kanton Uri zur Mitarbeit bei der ilz. Der Kanton Freiburg wurde 2007 aufgenommen. Marcel Gübeli wurde 2007 zum Direktor der ilz gewählt. Als 19. Mitglied trat 2008 der Kanton Wallis bei.
Am 1. Januar 2014 trat das neue Statut der ilz in Kraft. Damit wurde die Plenarversammlung der Mitgliederkantone mit allen Bildungsdirektorinnen und Bildungsdirektoren der deutsch- und mehrsprachigen Kantone zum obersten Organ der ilz. Gleichzeitig wurden der Kanton Nidwalden, der Kanton Obwalden und der Kanton Schwyz als Mitglieder der ilz aufgenommen. Damit sind alle deutsch- und mehrsprachigen Kantone der Schweiz sowie das Fürstentum Liechtenstein Mitglieder der ilz.

## Organe
Besetzung der Organe der Interkantonalen Lehrmittelzentrale:
- Plenarversammlung der Mitgliederkantone; Präsidium vakant
- Deutschschweizer Volksschweizerkonferenz im Bereich der Lehrmittelkoordination; Präsident Andreas Walter, Kanton Solothurn
- Netzwerk der kantonalen Lehrmittelverantwortlichen; Präsidentin Elena Vögeli, Kanton Basel-Landschaft

## Geschäftsstelle
Die Geschäftsstelle führt die Geschäfte der ilz. Diese befindet sich in Luzern.